# فرودگاه صحرایی بار یهودا
فرودگاه صحرایی بار یهودا (به انگلیسی: Bar Yehuda Airfield) یک فرودگاه همگانی با کد یاتا MTZ است که یک باند فرود آسفالت دارد و طول باند آن ۱۲۰۰ متر است. این فرودگاه در کشور اسرائیل قرار دارد و در ارتفاع -۳۷۸ متری از سطح دریا واقع شده‌است.